# Etheostoma cinereum
Etheostoma cinereum је зракоперка из реда Perciformes и породице гргеча (Percidae).

## Распрострањење
Ареал врсте је ограничен на једну државу. Сједињене Америчке Државе су једино познато природно станиште врсте.

## Станиште
Станиште врсте су слатководна подручја.

## Угроженост
Ова врста се сматра рањивом у погледу угрожености врсте од изумирања.